# Llac Bosten
El llac Bosten (en xinès: 博|斯|騰|湖 Bó sīténg Hú) és un llac d'aigua dolça situat al nord-est de Korla a Xinjiang, Xina, en la prefectura autònoma de Bayin'gholin Mongol. Ocupa una superfície d'uns 1.000 km² (junt amb els petits llacs adjacents); és el llac més extens de Xinjiang i un dels llacs interiors d'aigua dolça més grans de la Xina. El llac Bosten rep les aigües d'una conca de drenatge de 56.000 km².
També rep els noms de Bosten, Bosten Hu, Bagrax-hu, Bagrasch-köl, Baghrasch köl, Bagratsch-kul, Bositeng Lake o Bositeng Hu. A partir d'aquest i cap a l'est es considera que comença el desert de Gobi. La seva fondària màxima és de 666 m. El riu Kaidu hi aporta el 83% de les seves entrades d'aigua.